# Liste des cantons français en Centre-Val de Loire depuis 2015
Cet article présente et répertorie la liste des 102 cantons de la région Centre-Val de Loire depuis 2015.

## Cher (18) - 19 cantons
| Nom                     | Bureau centralisateur   | Communes                | Communes |
| ----------------------- | ----------------------- | ----------------------- | --- |
| Aubigny-sur-Nère        | Aubigny-sur-Nère        | 15                      | Argent-sur-Sauldre, Aubigny-sur-Nère, Blancafort, Brinon-sur-Sauldre, La Chapelle-d'Angillon, Clémont, Ennordres, Ivoy-le-Pré, Ménétréol-sur-Sauldre, Méry-ès-Bois, Nançay, Neuvy-sur-Barangeon, Oizon, Presly, Sainte-Montaine. |
| Avord                   | Avord                   | 33                      | Argenvières, Avord, Baugy, Beffes, Bengy-sur-Craon, La Chapelle-Montlinard, Charentonnay, Chassy, Chaumoux-Marcilly, Couy, Crosses, Étréchy, Farges-en-Septaine, Garigny, Groises, Gron, Herry, Jussy-Champagne, Jussy-le-Chaudrier, Lugny-Champagne, Marseilles-lès-Aubigny, Moulins-sur-Yèvre, Nohant-en-Goût, Osmoy, Précy, Saint-Léger-le-Petit, Saint-Martin-des-Champs, Sancergues, Savigny-en-Septaine, Sévry, Villabon, Villequiers, Vornay. |
| Bourges-1               | Bourges                 | Fraction de Bourges     | La première partie de Bourges. |
| Bourges-2               | Bourges                 | Fraction de Bourges     | La deuxième partie de Bourges. |
| Bourges-3               | Bourges                 | Fraction de Bourges     | La troisième partie de Bourges. |
| Bourges-4               | Bourges                 | Fraction de Bourges     | La dernière partie de Bourges. |
| Chârost                 | Chârost                 | 13                      | Chârost, Civray, Lunery, Mareuil-sur-Arnon, Morthomiers, Plou, Poisieux, Primelles, Saint-Ambroix, Saint-Florent-sur-Cher, Saugy, Le Subdray, Villeneuve-sur-Cher. |
| Châteaumeillant         | Châteaumeillant         | 38                      | Ainay-le-Vieil, Arcomps, Ardenais, Beddes, La Celle-Condé, La Celette, Châteaumeillant, Le Châtelet, Chezal-Benoît, Culan, Épineuil-le-Fleuriel, Faverdines, Ids-Saint-Roch, Ineuil, Lignières, Loye-sur-Arnon, Maisonnais, Montlouis, Morlac, La Perche, Préveranges, Reigny, Rezay, Saint-Baudel, Saint-Christophe-le-Chaudry, Saint-Georges-de-Poisieux, Saint-Hilaire-en-Lignières, Saint-Jeanvrin, Saint-Maur, Saint-Pierre-les-Bois, Saint-Priest-la-Marche, Saint-Saturnin, Saint-Vitte, Saulzais-le-Potier, Sidiailles, Touchay, Vesdun, Villecelin. |
| Dun-sur-Auron           | Dun-sur-Auron           | 31 + fraction d'Osmery  | Arpheuilles, Augy-sur-Aubois, Bannegon, Bessais-le-Fromental, Bussy, Chalivoy-Milon, Charenton-du-Cher, Chaumont, Cogny, Contres, Coust, Dun-sur-Auron, Givardon, Grossouvre, Lantan, Mornay-sur-Allier, Neuilly-en-Dun, Neuvy-le-Barrois, Osmery, Parnay, Le Pondy, Raymond, Sagonne, Saint-Aignan-des-Noyers, Saint-Denis-de-Palin, Saint-Germain-des-Bois, Saint-Pierre-les-Étieux, Sancoins, Thaumiers, Vereaux, Vernais, Verneuil. |
| La Guerche-sur-l'Aubois | La Guerche-sur-l'Aubois | 21 + fraction d'Osmery  | Apremont-sur-Allier, Blet, La Chapelle-Hugon, Charly, Le Chautay, Cornusse, Cours-les-Barres, Croisy, Cuffy, Flavigny, Germigny-l'Exempt, La Guerche-sur-l'Aubois, Ignol, Jouet-sur-l'Aubois, Menetou-Couture, Mornay-Berry, Nérondes, Osmery, Ourouer-les-Bourdelins, Saint-Hilaire-de-Gondilly, Tendron, Torteron. |
| Mehun-sur-Yèvre         | Mehun-sur-Yèvre         | 15                      | Allouis, Berry-Bouy, Brinay, Cerbois, Chéry, Foëcy, Lazenay, Limeux, Lury-sur-Arnon, Massay, Mehun-sur-Yèvre, Méreau, Preuilly, Quincy, Sainte-Thorette. |
| Saint-Amand-Montrond    | Saint-Amand-Montrond    | 13                      | Bouzais, Bruère-Allichamps, La Celle, Colombiers, Drevant, Farges-Allichamps, La Groutte, Marçais, Meillant, Nozières, Orcenais, Orval, Saint-Amand-Montrond. |
| Saint-Doulchard         | Saint-Doulchard         | 3                       | La Chapelle-Saint-Ursin, Marmagne, Saint-Doulchard. |
| Saint-Germain-du-Puy    | Saint-Germain-du-Puy    | 8                       | Les Aix-d'Angillon, Aubinges, Azy, Brécy, La Chapelotte, Henrichemont, Humbligny, Montigny, Morogues, Neuilly-en-Sancerre, Neuvy-Deux-Clochers, Parassy, Rians, Saint-Céols, Saint-Germain-du-Puy, Saint-Michel-de-Volangis, Sainte-Solange, Soulangis. |
| Saint-Martin-d'Auxigny  | Saint-Martin-d'Auxigny  | 15                      | Achères, Allogny, Fussy, Menetou-Salon, Pigny, Quantilly, Saint-Éloy-de-Gy, Saint-Georges-sur-Moulon, Saint-Laurent, Saint-Martin-d'Auxigny, Saint-Palais, Vasselay, Vignoux-sous-les-Aix, Vignoux-sur-Barangeon, Vouzeron. |
| Sancerre                | Sancerre                | 36                      | Assigny, Bannay, Barlieu, Belleville-sur-Loire, Boulleret, Bué, Concressault, Couargues, Crézancy-en-Sancerre, Dampierre-en-Crot, Feux, Gardefort, Jalognes, Jars, Léré, Menetou-Râtel, Ménétréol-sous-Sancerre, Le Noyer, Saint-Bouize, Saint-Satur, Sainte-Gemme-en-Sancerrois, Sancerre, Santranges, Savigny-en-Sancerre, Sens-Beaujeu, Subligny, Sury-en-Vaux, Sury-ès-Bois, Sury-près-Léré, Thauvenay, Thou, Vailly-sur-Sauldre, Veaugues, Verdigny, Villegenon, Vinon.                                                                                 |
| Trouy                   | Trouy                   | 23                      | Arçay, Chambon, Châteauneuf-sur-Cher, Chavannes, Corquoy, Crézançay-sur-Cher, Lapan, Levet, Lissay-Lochy, Plaimpied-Givaudins, Saint-Caprais, Saint-Just, Saint-Loup-des-Chaumes, Saint-Symphorien, Senneçay, Serruelles, Soye-en-Septaine, Trouy, Uzay-le-Venon, Vallenay, Venesmes, Vorly. |
| Vierzon-1               | Vierzon                 | Fraction de Vierzon     | La première partie de Vierzon. |
| Vierzon-2               | Vierzon                 | 8 + fraction de Vierzon | Dampierre-en-Graçay, Genouilly, Graçay, Méry-sur-Cher, Nohant-en-Graçay, Saint-Georges-sur-la-Prée, Saint-Hilaire-de-Court, Saint-Outrille, Thénioux et la seconde partie de Vierzon. |

## Eure-et-Loir (28) - 15 cantons
| Nom                        | Bureau centralisateur          | Communes                  | Communes |
| -------------------------- | ------------------------------ | ------------------------- | --- |
| Anet                       | Anet                           | 25                        | Abondant, Anet, Berchères-sur-Vesgre, Boncourt, Boutigny-Prouais, Broué, Bû, La Chapelle-Forainvilliers, La Chaussée-d'Ivry, Cherisy, Germainville, Gilles, Goussainville, Guainville, Havelu, Marchezais, Le Mesnil-Simon, Montreuil, Oulins, Rouvres, Saint-Lubin-de-la-Haye, Saint-Ouen-Marchefroy, Saussay, Serville, Sorel-Moussel. |
| Auneau                     | Auneau-Bleury-Saint-Symphorien | 32                        | Ardelu, Aunay-sous-Auneau, Auneau-Bleury-Saint-Symphorien, Bailleau-Armenonville, Béville-le-Comte, Champseru, La Chapelle-d'Aunainville, Châtenay, Denonville, Écrosnes, Francourville, Gallardon, Garancières-en-Beauce, Le Gué-de-Longroi, Houville-la-Branche, Léthuin, Levainville, Maisons, Moinville-la-Jeulin, Mondonville-Saint-Jean, Morainville, Oinville-sous-Auneau, Oysonville, Roinville, Saint-Léger-des-Aubées, Sainville, Santeuil, Umpeau, Vierville, Voise, Yermenonville, Ymeray. |
| Brou                       | Brou                           | 24                        | Les Autels-Villevillon, Authon-du-Perche, La Bazoche-Gouet, Beaumont-les-Autels, Béthonvilliers, Brou, Chapelle-Guillaume, Chapelle-Royale, Charbonnières, Cloyes-les-Trois-Rivières, Coudray-au-Perche, Dampierre-sous-Brou, Les Étilleux, Frazé, Gohory, Luigny, Miermaigne, Montigny-le-Chartif, Mottereau, Moulhard, Saint-Bomer, Unverre, Vald'Yerre, Yèvres. |
| Chartres-1                 | Chartres                       | 11 + fraction de Chartres | Berchères-Saint-Germain, Briconville, Challet, Champhol, Clévilliers, Coltainville, Fresnay-le-Gilmert, Gasville-Oisème, Jouy, Poisvilliers, Saint-Prest et la première partie de Chartres. |
| Chartres-2                 | Chartres                       | 14 + fraction de Chartres | Berchères-les-Pierres, La Bourdinière-Saint-Loup, Corancez, Le Coudray, Dammarie, Fresnay-le-Comte, Gellainville, Mignières, Morancez, Nogent-le-Phaye, Prunay-le-Gillon, Sours, Thivars, Ver-lès-Chartres et la deuxième partie de Chartres. |
| Chartres-3                 | Chartres                       | 4 + fraction de Chartres  | Bailleau-l'Évêque, Lèves, Mainvilliers, Saint-Aubin-des-Bois et la dernière partie de Chartres. |
| Châteaudun                 | Châteaudun                     | 25                        | Alluyes, Bonneval, La Chapelle-du-Noyer, Châteaudun, Conie-Molitard, Dancy, Dangeau, Donnemain-Saint-Mamès, Flacey, Jallans, Logron, Marboué, Moléans, Montboissier, Montharville, Moriers, Saint-Christophe, Saint-Denis-Lanneray, Saint-Maur-sur-le-Loir, Saumeray, Thiville, Trizay-lès-Bonneval, Villampuy, Villemaury, Villiers-Saint-Orien. |
| Dreux1-                    | Dreux                          | 12 + fraction de Dreux    | Allainville, Aunay-sous-Crécy, Boissy-en-Drouais, Crécy-Couvé, Garancières-en-Drouais, Garnay, Louvilliers-en-Drouais, Marville-Moutiers-Brûlé, Saulnières, Tréon, Vernouillet, Vert-en-Drouais et la première partie de Dreux. |
| Dreux-2                    | Dreux                          | 13 + fraction de Dreux    | Le Boullay-Mivoye, Le Boullay-Thierry, Bréchamps, Charpont, Chaudon, Croisilles, Écluzelles, Luray, Mézières-en-Drouais, Ormoy, Ouerre, Sainte-Gemme-Moronval, Villemeux-sur-Eure et la seconde partie de Dreux. |
| Épernon                    | Épernon                        | 23                        | Bouglainval, Chartainvilliers, Coulombs, Droue-sur-Drouette, Épernon, Faverolles, Gas, Hanches, Houx, Lormaye, Maintenon, Mévoisins, Néron, Nogent-le-Roi, Pierres, Les Pinthières, Saint-Laurent-la-Gâtine, Saint-Lucien, Saint-Martin-de-Nigelles, Saint-Piat, Senantes, Soulaires, Villiers-le-Morhier. |
| Illiers-Combray            | Illiers-Combray                | 40                        | Bailleau-le-Pin, Billancelles, Blandainville, Cernay, Charonville, Les Châtelliers-Notre-Dame, Chauffours, Chuisnes, Courville-sur-Eure, Dangers, Épeautrolles, Ermenonville-la-Grande, Ermenonville-la-Petite, Le Favril, Fontaine-la-Guyon, Friaize, Fruncé, Illiers-Combray, Landelles, Luplanté, Magny, Marchéville, Méréglise, Meslay-le-Grenet, Mittainvilliers-Vérigny, Nogent-sur-Eure, Ollé, Orrouer, Pontgouin, Saint-Arnoult-des-Bois, Saint-Avit-les-Guespières, Saint-Denis-des-Puits, Saint-Éman, Saint-Georges-sur-Eure, Saint-Germain-le-Gaillard, Saint-Luperce, Sandarville, Le Thieulin, Vieuvicq, Villebon. |
| Lucé                       | Lucé                           | 6                         | Amilly, Barjouville, Cintray, Fontenay-sur-Eure, Lucé, Luisant. |
| Nogent-le-Rotrou           | Nogent-le-Rotrou               | 30                        | Arcisses, Argenvilliers, Belhomert-Guéhouville, Champrond-en-Gâtine, Champrond-en-Perchet, Chassant, Combres, Les Corvées-les-Yys, La Croix-du-Perche, Fontaine-Simon, Happonvilliers, La Gaudaine, La Loupe, Manou, Marolles-les-Buis, Meaucé, Montireau, Montlandon, Nogent-le-Rotrou, Nonvilliers-Grandhoux, Saint-Éliph, Saint-Jean-Pierre-Fixte, Saint-Maurice-Saint-Germain, Saint-Victor-de-Buthon, Saintigny, Souancé-au-Perche, Thiron-Gardais, Trizay-Coutretot-Saint-Serge, Vaupillon, Vichères. |
| Saint-Lubin-des-Joncherets | Saint-Lubin-des-Joncherets     | 47                        | Ardelles, Beauche, Bérou-la-Mulotière, Boissy-lès-Perche, Le Boullay-les-Deux-Églises, Brezolles, La Chapelle-Fortin, Châtaincourt, Châteauneuf-en-Thymerais, Les Châtelets, Crucey-Villages, Dampierre-sur-Avre, Digny, Escorpain, Favières, La Ferté-Vidame, Fessanvilliers-Mattanvilliers, Fontaine-les-Ribouts, La Framboisière, Jaudrais, Lamblore, Laons, Louvilliers-lès-Perche, Maillebois, La Mancelière, Le Mesnil-Thomas, Montigny-sur-Avre, Morvilliers, Prudemanche, La Puisaye, Puiseux, Les Ressuintes, Revercourt, Rohaire, Rueil-la-Gadelière, Saint-Ange-et-Torçay, Saint-Jean-de-Rebervilliers, Saint-Lubin-de-Cravant, Saint-Lubin-des-Joncherets, Saint-Maixme-Hauterive, Saint-Rémy-sur-Avre, Saint-Sauveur-Marville, La Saucelle, Senonches, Serazereux, Thimert-Gâtelles, Tremblay-les-Villages.             |
| Les Villages Vovéens       | Les Villages Vovéens           | 55                        | Allonnes, Baigneaux, Baudreville, Bazoches-en-Dunois, Bazoches-les-Hautes, Beauvilliers, Boisville-la-Saint-Père, Boncé, Bouville, Bullainville, Cormainville, Courbehaye, Dambron, Éole-en-Beauce, Fontenay-sur-Conie, Fresnay-l'Évêque, Le Gault-Saint-Denis, Gommerville, Gouillons, Guilleville, Guillonville, Intréville, Janville-en-Beauce, Levesville-la-Chenard, Loigny-la-Bataille, Louville-la-Chenard, Lumeau, Mérouville, Meslay-le-Vidame, Moutiers, Neuville Saint Denis, Neuvy-en-Dunois, Nottonville, Oinville-Saint-Liphard, Orgères-en-Beauce, Ouarville, Péronville, Poinville, Poupry, Prasville, Pré-Saint-Évroult, Pré-Saint-Martin, Réclainville, Sancheville, Santilly, Terminiers, Theuville, Tillay-le-Péneux, Toury, Trancrainville, Varize, Les Villages Vovéens, Villars, Vitray-en-Beauce, Ymonville. |

## Indre (36) - 13 cantons
| Nom                   | Bureau centralisateur | Communes                    | Communes |
| --------------------- | --------------------- | --------------------------- | --- |
| Ardentes              | Ardentes              | 12                          | Ambrault, Ardentes, Arthon, Diors, Étrechet, Jeu-les-Bois, Mâron, Montierchaume, Le Poinçonnet, Sainte-Fauste, Sassierges-Saint-Germain, Vouillon. |
| Argenton-sur-Creuse   | Argenton-sur-Creuse   | 20                          | Argenton-sur-Creuse, Badecon-le-Pin, Baraize, Bazaiges, Bouesse, Ceaulmont, Celon, Chasseneuil, Chavin, Cuzion, Éguzon-Chantôme, Gargilesse-Dampierre, Le Menoux, Mosnay, Le Pêchereau, Pommiers, Le Pont-Chrétien-Chabenet, Saint-Marcel, Tendu, Velles. |
| Blanc                 | Le Blanc              | 27                          | Azay-le-Ferron, Le Blanc, Ciron, Concremiers, Douadic, Fontgombault, Ingrandes, Lingé, Lurais, Lureuil, Martizay, Mérigny, Mézières-en-Brenne, Néons-sur-Creuse, Obterre, Paulnay, Pouligny-Saint-Pierre, Preuilly-la-Ville, Rosnay, Ruffec, Saint-Aigny, Saint-Michel-en-Brenne, Sainte-Gemme, Saulnay, Sauzelles, Tournon-Saint-Martin, Villiers. |
| Buzançais             | Buzançais             | 19 + fraction de Saint-Maur | Argy, Arpheuilles, Buzançais, La Chapelle-Orthemale, Châtillon-sur-Indre, Chezelles, Cléré-du-Bois, Clion, Fléré-la-Rivière, Murs, Niherne, Palluau-sur-Indre, Saint-Cyran-du-Jambot, Saint-Genou, Saint-Lactencin, Saint-Maur, Saint-Médard, Sougé, Le Tranger, Villedieu-sur-Indre. |
| Châteauroux-1         | Châteauroux           | 1 + fraction de Châteauroux | Déols et la première partie de Châteauroux |
| Châteauroux-2         | Châteauroux           | Fraction de Châteauroux     | La deuxième partie de Châteauroux. |
| Châteauroux-3         | Châteauroux           | Fraction de Châteauroux     | La troisième partie de Châteauroux. |
| La Châtre             | La Châtre             | 34                          | La Berthenoux, Bommiers, Briantes, Brives, Champillet, La Châtre, Condé, Feusines, Lacs, Lignerolles, Lourouer-Saint-Laurent, Meunet-Planches, Montlevicq, La Motte-Feuilly, Néret, Neuvy-Pailloux, Nohant-Vic, Pérassay, Pouligny-Notre-Dame, Pouligny-Saint-Martin, Pruniers, Saint-Août, Saint-Aubin, Saint-Chartier, Saint-Christophe-en-Boucherie, Sainte-Sévère-sur-Indre, Sazeray, Thevet-Saint-Julien, Thizay, Urciers, Verneuil-sur-Igneraie, Vicq-Exemplet, Vigoulant, Vijon. |
| Issoudun              | Issoudun              | 6                           | Les Bordes, Chouday, Issoudun, Migny, Saint-Georges-sur-Arnon, Ségry. |
| Levroux               | Levroux               | 33 + fraction de Saint-Maur | Aize, Baudres, Bouges-le-Château, Bretagne, Brion, Buxeuil, La Champenoise, La Chapelle-Saint-Laurian, Coings, Diou, Fontenay, Francillon, Giroux, Guilly, Levroux, Liniez, Lizeray, Luçay-le-Libre, Ménétréols-sous-Vatan, Meunet-sur-Vatan, Moulins-sur-Céphons, Paudy, Reboursin, Reuilly, Rouvres-les-Bois, Saint-Aoustrille, Saint-Florentin, Saint-Maur, Saint-Pierre-de-Jards, Saint-Valentin, Sainte-Lizaigne, Vatan, Villegongis, Vineuil.                                     |
| Neuvy-Saint-Sépulchre | Neuvy-Saint-Sépulchre | 25                          | Aigurande, La Buxerette, Buxières-d'Aillac, Chassignolles, Cluis, Crevant, Crozon-sur-Vauvre, Fougerolles, Gournay, Lourdoueix-Saint-Michel, Lys-Saint-Georges, Le Magny, Maillet, Malicornay, Mers-sur-Indre, Montchevrier, Montgivray, Montipouret, Mouhers, Neuvy-Saint-Sépulchre, Orsennes, Saint-Denis-de-Jouhet, Saint-Plantaire, Sarzay, Tranzault. |
| Saint-Gaultier        | Saint-Gaultier        | 34                          | Beaulieu, Bélâbre, Bonneuil, Chaillac, Chalais, La Châtre-Langlin, Chazelet, Chitray, Dunet, Lignac, Luant, Luzeret, Mauvières, Méobecq, Migné, Mouhet, Neuillay-les-Bois, Nuret-le-Ferron, Oulches, Parnac, La Pérouille, Prissac, Rivarennes, Roussines, Sacierges-Saint-Martin, Saint-Benoît-du-Sault, Saint-Civran, Saint-Gaultier, Saint-Gilles, Saint-Hilaire-sur-Benaize, Thenay, Tilly, Vendœuvres, Vigoux.                                                                     |
| Valençay              | Valençay              | 28                          | Anjouin, Bagneux, Chabris, Dun-le-Poëlier, Écueillé, Fontguenand, Frédille, Gehée, Heugnes, Jeu-Maloches, Langé, Luçay-le-Mâle, Lye, Menetou-sur-Nahon, Orville, Pellevoisin, Poulaines, Préaux, Saint-Christophe-en-Bazelle, Selles-sur-Nahon, Sembleçay, Val-Fouzon, Valençay, La Vernelle, Veuil, Vicq-sur-Nahon, Villegouin, Villentrois-Faverolles-en-Berry. |

## Indre-et-Loire (37) - 19 cantons
| Nom                      | Bureau centralisateur    | Communes          | Communes |
| ------------------------ | ------------------------ | ----------------- | --- |
| Amboise                  | Amboise                  | 14                | Amboise, Cangey, Chargé, Limeray, Lussault-sur-Loire, Montreuil-en-Touraine, Mosnes, Nazelles-Négron, Neuillé-le-Lierre, Noizay, Pocé-sur-Cisse, Saint-Ouen-les-Vignes, Saint-Règle, Souvigny-de-Touraine. |
| Ballan-Miré              | Ballan-Miré              | 7                 | Ballan-Miré, Berthenay, Druye, La Riche, Saint-Genouph, Savonnières, Villandry. |
| Bléré                    | Bléré                    | 17                | Athée-sur-Cher, Azay-sur-Cher, Bléré, Céré-la-Ronde, Chenonceaux, Chisseaux, Cigogné, Civray-de-Touraine, Cormery, Courçay, La Croix-en-Touraine, Dierre, Épeigné-les-Bois, Francueil, Luzillé, Saint-Martin-le-Beau, Sublaines. |
| Château-Renault          | Château-Renault          | 36                | Autrèche, Auzouer-en-Touraine, Beaumont-Louestault, Le Boulay, Bueil-en-Touraine, Cerelles, Charentilly, Château-Renault, Chemillé-sur-Dême, Crotelles, Dame-Marie-les-Bois, Épeigné-sur-Dême, La Ferrière, Les Hermites, Marray, Monthodon, Morand, Neuillé-Pont-Pierre, Neuville-sur-Brenne, Neuvy-le-Roi, Nouzilly, Pernay, Rouziers-de-Touraine, Saint-Antoine-du-Rocher, Saint-Aubin-le-Dépeint, Saint-Christophe-sur-le-Nais, Saint-Laurent-en-Gâtines, Saint-Nicolas-des-Motets, Saint-Paterne-Racan, Saint-Roch, Saunay, Semblançay, Sonzay, Villebourg, Villedômer.                              |
| Chinon                   | Chinon                   | 27                | Avoine, Azay-le-Rideau, Beaumont-en-Véron, Bréhémont, Candes-Saint-Martin, La Chapelle-aux-Naux, Cheillé, Chinon, Cinais, Couziers, Huismes, Lerné, Lignières-de-Touraine, Marçay, Rigny-Ussé, Rivarennes, Rivière, La Roche-Clermault, Saché, Saint-Benoît-la-Forêt, Saint-Germain-sur-Vienne, Savigny-en-Véron, Seuilly, Thilouze, Thizay, Vallères, Villaines-les-Rochers. |
| Descartes                | Descartes                | 38                | Abilly, Barrou, Betz-le-Château, Bossay-sur-Claise, Bossée, Bournan, Boussay, La Celle-Guenand, La Celle-Saint-Avant, Chambon, La Chapelle-Blanche-Saint-Martin, Charnizay, Chaumussay, Ciran, Civray-sur-Esves, Cussay, Descartes, Draché, Esves-le-Moutier, Ferrière-Larçon, Le Grand-Pressigny, La Guerche, Ligueil, Louans, Le Louroux, Manthelan, Marcé-sur-Esves, Mouzay, Neuilly-le-Brignon, Paulmy, Le Petit-Pressigny, Preuilly-sur-Claise, Saint-Flovier, Sepmes, Tournon-Saint-Pierre, Varennes, Vou, Yzeures-sur-Creuse.                                                                      |
| Joué-lès-Tours           | Joué-lès-Tours           | 1                 | Joué-lès-Tours. |
| Langeais                 | Langeais                 | 29                | Ambillou, Avrillé-les-Ponceaux, Benais, Bourgueil, Braye-sur-Maulne, Brèches, Channay-sur-Lathan, La Chapelle-sur-Loire, Château-la-Vallière, Chouzé-sur-Loire, Cinq-Mars-la-Pile, Cléré-les-Pins, Continvoir, Coteaux sur Loire, Couesmes, Courcelles-de-Touraine, Gizeux, Hommes, Langeais, Lublé, Marcilly-sur-Maulne, Mazières-de-Touraine, Restigné, Rillé, Saint-Laurent-de-Lin, Saint-Nicolas-de-Bourgueil, Savigné-sur-Lathan, Souvigné, Villiers-au-Bouin. |
| Loches                   | Loches                   | 28                | Azay-sur-Indre, Beaulieu-lès-Loches, Beaumont-Village, Bridoré, Chambourg-sur-Indre, Chanceaux-près-Loches, Chédigny, Chemillé-sur-Indrois, Dolus-le-Sec, Ferrière-sur-Beaulieu, Genillé, Le Liège, Loché-sur-Indrois, Loches, Montrésor, Nouans-les-Fontaines, Orbigny, Perrusson, Reignac-sur-Indre, Saint-Hippolyte, Saint-Jean-Saint-Germain, Saint-Quentin-sur-Indrois, Saint-Senoch, Sennevières, Tauxigny-Saint-Bauld, Verneuil-sur-Indre, Villedômain, Villeloin-Coulangé. |
| Montlouis-sur-Loire      | Montlouis-sur-Loire      | 5                 | Chambray-lès-Tours, Larçay, Montlouis-sur-Loire, Véretz, La Ville-aux-Dames. |
| Monts                    | Monts                    | 10                | Artannes-sur-Indre, Esvres, Montbazon, Monts, Pont-de-Ruan, Saint-Branchs, Sorigny, Truyes, Veigné, Villeperdue. |
| Saint-Cyr-sur-Loire      | Saint-Cyr-sur-Loire      | 5                 | Fondettes, Luynes, La Membrolle-sur-Choisille, Saint-Cyr-sur-Loire, Saint-Étienne-de-Chigny. |
| Sainte-Maure-de-Touraine | Sainte-Maure-de-Touraine | 43                | Anché, Antogny-le-Tillac, Assay, Avon-les-Roches, Braslou, Braye-sous-Faye, Brizay, Champigny-sur-Veude, Chaveignes, Chezelles, Courcoué, Cravant-les-Côteaux, Crissay-sur-Manse, Crouzilles, Faye-la-Vineuse, L'Île-Bouchard, Jaulnay, Lémeré, Ligré, Luzé, Maillé, Marcilly-sur-Vienne, Marigny-Marmande, Neuil, Nouâtre, Noyant-de-Touraine, Panzoult, Parçay-sur-Vienne, Ports-sur-Vienne, Pouzay, Pussigny, Razines, Richelieu, Rilly-sur-Vienne, Saint-Épain, Sainte-Catherine-de-Fierbois, Sainte-Maure-de-Touraine, Sazilly, Tavant, Theneuil, La Tour-Saint-Gelin, Trogues, Verneuil-le-Château. |
| Saint-Pierre-des-Corps   | Saint-Pierre-des-Corps   | 2                 | Saint-Avertin, Saint-Pierre-des-Corps. |
| Tours-1                  | Tours                    | Fraction de Tours | La première partie de Tours. |
| Tours-2                  | Tours                    | Fraction de Tours | La deuxième partie de Tours. |
| Tours-3                  | Tours                    | Fraction de Tours | La trosième partie de Tours. |
| Tours-4                  | Tours                    | Fraction de Tours | La dernière partie de Tours. |
| Vouvray                  | Vouvray                  | 10                | Chanceaux-sur-Choisille, Chançay, Mettray, Monnaie, Notre-Dame-d'Oé, Parçay-Meslay, Reugny, Rochecorbon, Vernou-sur-Brenne, Vouvray. |

## Loir-et-Cher (41) - 15 cantons
| Nom                     | Bureau centralisateur   | Communes               | Communes |
| ----------------------- | ----------------------- | ---------------------- | --- |
| La Beauce               | Beauce la Romaine       | 34                     | Autainville, Avaray, Beauce la Romaine, Binas, Boisseau, Briou, La Chapelle-Saint-Martin-en-Plaine, Conan, Concriers, Courbouzon, Cour-sur-Loire, Épiais, Josnes, Lestiou, Lorges, La Madeleine-Villefrouin, Marchenoir, Maves, Mer, Muides-sur-Loire, Mulsans, Oucques la Nouvelle, Le Plessis-l'Échelle, Rhodon, Roches, Saint-Laurent-des-Bois, Saint-Léonard-en-Beauce, Séris, Suèvres, Talcy, Vievy-le-Rayé, Villeneuve-Frouville, Villermain, Villexanton. |
| Blois-1                 | Blois                   | Fraction de Blois      | La première partie de Blois. |
| Blois-2                 | Blois                   | 5 + fraction de Blois  | La Chaussée-Saint-Victor, Menars, Saint-Denis-sur-Loire, Villebarou, Villerbon et la deuxième partie de Blois. |
| Blois-3                 | Blois                   | 12 + fraction de Blois | Candé-sur-Beuvron, Chailles, Chaumont-sur-Loire, Le Controis-en-Sologne, Monthou-sur-Bièvre, Les Montils, Rilly-sur-Loire, Sambin, Seur, Valaire et la troisième partie de Blois. |
| Chambord                | Chambord                | 23                     | Bauzy, Bracieux, Chambord, Courmemin, Crouy-sur-Cosson, Dhuizon, La Ferté-Beauharnais, La Ferté-Saint-Cyr, Fontaines-en-Sologne, Huisseau-sur-Cosson, La Marolle-en-Sologne, Maslives, Montlivault, Mont-près-Chambord, Montrieux-en-Sologne, Neung-sur-Beuvron, Neuvy, Saint-Claude-de-Diray, Saint-Dyé-sur-Loire, Saint-Laurent-Nouan, Thoury, Tour-en-Sologne, Villeny. |
| Montoire-sur-le-Loir    | Montoire-sur-le-Loir    | 46                     | Ambloy, Artins, Authon, Coulommiers-la-Tour, Crucheray, Les Essarts, Faye, Gombergean, Les Hayes, Houssay, Huisseau-en-Beauce, Lancé, Lavardin, Lunay, Marcilly-en-Beauce, Montoire-sur-le-Loir, Montrouveau, Naveil, Nourray, Périgny, Pray, Prunay-Cassereau, Rocé, Les Roches-l'Évêque, Saint-Amand-Longpré, Saint-Arnoult, Saint-Gourgon, Saint-Jacques-des-Guérets, Saint-Martin-des-Bois, Saint-Rimay, Sasnières, Selommes, Ternay, Thoré-la-Rochette, Tourailles, Troo, Vallée-de-Ronsard, Villavard, Villechauve, Villedieu-le-Château, Villemardy, Villeporcher, Villerable, Villeromain, Villetrun, Villiersfaux.               |
| Montrichard Val de Cher | Montrichard Val de Cher | 14                     | Chissay-en-Touraine, Choussy, Le Controis-en-Sologne, Couddes, Faverolles-sur-Cher, Fresnes, Monthou-sur-Cher, Montrichard Val de Cher, Oisly, Pontlevoy, Saint-Georges-sur-Cher, Saint-Julien-de-Chédon, Sassay, Vallières-les-Grandes. |
| Veuzain-sur-Loire       | Veuzain-sur-Loire       | 21                     | Averdon, Champigny-en-Beauce, La Chapelle-Vendômoise, Fossé, Françay, Herbault, Lancôme, Landes-le-Gaulois, Marolles, Mesland, Monteaux, Saint-Bohaire, Saint-Cyr-du-Gault, Saint-Etienne-des-Guérets, Saint-Lubin-en-Vergonnois, Saint-Sulpice-de-Pommeray, Santenay, Valencisse, Valloire-sur-Cisse, Veuzain-sur-Loire, Villefrancœur. |
| Le Perche               | Savigny-sur-Braye       | 50                     | Baillou, Beauchêne, Bonneveau, Bouffry, Boursay, Brévainville, Busloup, Cellé, La Chapelle-Enchérie, La Chapelle-Vicomtesse, Chauvigny-du-Perche, Choue, Cormenon, Couëtron-au-Perche, Danzé, Droué, Épuisay, Fontaine-les-Coteaux, Fontaine-Raoul, La Fontenelle, Fortan, Fréteval, Le Gault-du-Perche, Lignières, Lisle, Moisy, Mondoubleau, Morée, Ouzouer-le-Doyen, Pezou, Le Plessis-Dorin, Le Poislay, Rahart, Renay, Romilly, Ruan-sur-Egvonne, Saint-Firmin-des-Prés, Saint-Hilaire-la-Gravelle, Saint-Jean-Froidmentel, Saint-Marc-du-Cor, Sargé-sur-Braye, Savigny-sur-Braye, Sougé, Le Temple, La Ville-aux-Clercs, Villebout. |
| Romorantin-Lanthenay    | Romorantin-Lanthenay    | 6                      | Loreux, Millançay, Romorantin-Lanthenay, Veilleins, Vernou-en-Sologne, Villeherviers. |
| Saint-Aignan            | Saint-Aignan            | 16                     | Angé, Châteauvieux, Châtillon-sur-Cher, Chémery, Couffy, Mareuil-sur-Cher, Méhers, Meusnes, Noyers-sur-Cher, Pouillé, Rougeou, Saint-Aignan, Saint-Romain-sur-Cher, Seigy, Soings-en-Sologne, Thésée. |
| Selles-sur-Cher         | Selles-sur-Cher         | 17                     | Billy, La Chapelle-Montmartin, Châtres-sur-Cher, Gièvres, Gy-en-Sologne, Langon-sur-Cher, Lassay-sur-Croisne, Maray, Mennetou-sur-Cher, Mur-de-Sologne, Orçay, Pruniers-en-Sologne, Saint-Julien-sur-Cher, Saint-Loup, Selles-sur-Cher, Theillay, Villefranche-sur-Cher. |
| La Sologne              | Salbris                 | 14                     | Chaon, Chaumont-sur-Tharonne, La Ferté-Imbault, Lamotte-Beuvron, Marcilly-en-Gault, Nouan-le-Fuzelier, Pierrefitte-sur-Sauldre, Saint-Viâtre, Salbris, Selles-Saint-Denis, Souesmes, Souvigny-en-Sologne, Vouzon, Yvoy-le-Marron. |
| Vendôme                 | Vendôme                 | 8                      | Areines, Azé, Mazangé, Meslay, Sainte-Anne, Saint-Ouen, Vendôme, Villiers-sur-Loir. |
| Vineuil                 | Vineuil                 | 7 + fraction de Blois  | Cellettes, Cheverny, Chitenay, Cormeray, Cour-Cheverny, Saint-Gervais-la-Forêt, Vineuil et la dernière partie de Blois. |

## Loiret (45) - 21 cantons
| Nom                     | Bureau centralisateur   | Communes               | Communes |
| ----------------------- | ----------------------- | ---------------------- | --- |
| Beaugency               | Beaugency               | 13                     | Baccon, Baule, Beaugency, Cléry-Saint-André, Cravant, Dry, Jouy-le-Potier, Lailly-en-Val, Mareau-aux-Prés, Messas, Mézières-lez-Cléry, Tavers, Villorceau. |
| Châlette-sur-Loing      | Châlette-sur-Loing      | 6                      | Amilly, Cepoy, Châlette-sur-Loing, Conflans-sur-Loing, Corquilleroy, Paucourt. |
| Châteauneuf-sur-Loire   | Châteauneuf-sur-Loire   | 14                     | Bouzy-la-Forêt, Châteauneuf-sur-Loire, Combreux, Darvoy, Donnery, Fay-aux-Loges, Ingrannes, Jargeau, Saint-Denis-de-l'Hôtel, Saint-Martin-d'Abbat, Seichebrières, Sully-la-Chapelle, Sury-aux-Bois, Vitry-aux-Loges. |
| Courtenay               | Courtenay               | 41                     | Bazoches-sur-le-Betz, Le Bignon-Mirabeau, Chantecoq, La Chapelle-Saint-Sépulcre, Château-Renard, Chevannes, Chevry-sous-le-Bignon, Chuelles, Corbeilles, Courtemaux, Courtempierre, Courtenay, Dordives, Douchy-Montcorbon, Ervauville, Ferrières-en-Gâtinais, Fontenay-sur-Loing, Foucherolles, Girolles, Gondreville, Griselles, Gy-les-Nonains, Louzouer, Melleroy, Mérinville, Mignères, Mignerette, Nargis, Pers-en-Gâtinais, Préfontaines, Rozoy-le-Vieil, Saint-Firmin-des-Bois, Saint-Germain-des-Prés, Saint-Hilaire-les-Andrésis, Sceaux-du-Gâtinais, La Selle-en-Hermoy, La Selle-sur-le-Bied, Thorailles, Treilles-en-Gâtinais, Triguères, Villevoques.                                                        |
| La Ferté-Saint-Aubin    | La Ferté-Saint-Aubin    | 7 + fraction d'Orléans | Ardon, La Ferté-Saint-Aubin, Ligny-le-Ribault, Marcilly-en-Villette, Ménestreau-en-Villette, Saint-Cyr-en-Val, Sennely et la première partie d'Orléans. |
| Fleury-les-Aubrais      | Fleury-les-Aubrais      | 7                      | Chanteau, Fleury-les-Aubrais, Loury, Marigny-les-Usages, Rebréchien, Traînou, Vennecy. |
| Gien                    | Gien                    | 26                     | Adon, Autry-le-Châtel, Batilly-en-Puisaye, Beaulieu-sur-Loire, Boismorand, Bonny-sur-Loire, Breteau, Briare, La Bussière, Cernoy-en-Berry, Champoulet, Châtillon-sur-Loire, Les Choux, Dammarie-en-Puisaye, Escrignelles, Faverelles, Feins-en-Gâtinais, Gien, Langesse, Le Moulinet-sur-Solin, Nevoy, Ousson-sur-Loire, Ouzouer-sur-Trézée, Pierrefitte-ès-Bois, Saint-Firmin-sur-Loire, Thou. |
| Lorris                  | Lorris                  | 38                     | Aillant-sur-Milleron, Auvilliers-en-Gâtinais, Beauchamps-sur-Huillard, Bellegarde, Chailly-en-Gâtinais, La Chapelle-sur-Aveyron, Chapelon, Le Charme, Châtenoy, Châtillon-Coligny, Cortrat, Coudroy, La Cour-Marigny, Dammarie-sur-Loing, Fréville-du-Gâtinais, Ladon, Lorris, Mézières-en-Gâtinais, Montbouy, Montcresson, Montereau, Moulon, Nesploy, Nogent-sur-Vernisson, Noyers, Oussoy-en-Gâtinais, Ouzouer-des-Champs, Ouzouer-sous-Bellegarde, Presnoy, Pressigny-les-Pins, Quiers-sur-Bezonde, Saint-Hilaire-sur-Puiseaux, Saint-Maurice-sur-Aveyron, Sainte-Geneviève-des-Bois, Thimory, Varennes-Changy, Vieilles-Maisons-sur-Joudry, Villemoutiers.                                                            |
| Le Malesherbois         | Le Malesherbois         | 49                     | Ascoux, Augerville-la-Rivière, Aulnay-la-Rivière, Auxy, Barville-en-Gâtinais, Batilly-en-Gâtinais, Beaune-la-Rolande, Boësses, Boiscommun, Bondaroy, Bordeaux-en-Gâtinais, Bouilly-en-Gâtinais, Bouzonville-aux-Bois, Boynes, Briarres-sur-Essonne, Bromeilles, Chambon-la-Forêt, Chilleurs-aux-Bois, Courcelles, Courcy-aux-Loges, Desmonts, Dimancheville, Échilleuses, Égry, Escrennes, Estouy, Gaubertin, Givraines, Grangermont, Juranville, Laas, Lorcy, Le Malesherbois, Mareau-aux-Bois, Marsainvilliers, Montbarrois, Montliard, Nancray-sur-Rimarde, La Neuville-sur-Essonne, Nibelle, Ondreville-sur-Essonne, Orville, Puiseaux, Ramoulu, Saint-Loup-des-Vignes, Saint-Michel, Santeau, Vrigny, Yèvre-la-Ville. |
| Meung-sur-Loire         | Meung-sur-Loire         | 32                     | Artenay, Le Bardon, Boulay-les-Barres, Bricy, Bucy-le-Roi, Bucy-Saint-Liphard, Cercottes, Chaingy, La Chapelle-Onzerain, Charsonville, Chevilly, Coinces, Coulmiers, Épieds-en-Beauce, Gémigny, Gidy, Huêtre, Huisseau-sur-Mauves, Lion-en-Beauce, Meung-sur-Loire, Patay, Rouvray-Sainte-Croix, Rozières-en-Beauce, Ruan, Saint-Ay, Saint-Péravy-la-Colombe, Saint-Sigismond, Sougy, Tournoisis, Trinay, Villamblain, Villeneuve-sur-Conie. |
| Montargis               | Montargis               | 9                      | Chevillon-sur-Huillard, Lombreuil, Montargis, Mormant-sur-Vernisson, Pannes, Saint-Maurice-sur-Fessard, Solterre, Villemandeur, Vimory. |
| Olivet                  | Olivet                  | 3                      | Olivet, Saint-Hilaire-Saint-Mesmin, Saint-Pryvé-Saint-Mesmin. |
| Orléans-1               | Orléans                 | Fraction d'Orléans     | La deuxième partie d'Orléans. |
| Orléans-2               | Orléans                 | Fraction d'Orléans     | La troisième partie d'Orléans. |
| Orléans-3               | Orléans                 | 2 + fraction d'Orléans | Ormes, Saran et la quatrième partie d'Orléans. |
| Orléans-4               | Orléans                 | Fraction d'Orléans     | La dernière partie d'Orléans. |
| Pithiviers              | Pithiviers              | 35                     | Andonville, Aschères-le-Marché, Attray, Audeville, Autruy-sur-Juine, Bazoches-les-Gallerandes, Boisseaux, Bougy-lez-Neuville, Césarville-Dossainville, Charmont-en-Beauce, Châtillon-le-Roi, Chaussy, Crottes-en-Pithiverais, Dadonville, Engenville, Erceville, Greneville-en-Beauce, Guigneville, Intville-la-Guétard, Jouy-en-Pithiverais, Léouville, Montigny, Morville-en-Beauce, Neuville-aux-Bois, Oison, Outarville, Pannecières, Pithiviers, Pithiviers-le-Vieil, Rouvres-Saint-Jean, Saint-Lyé-la-Forêt, Sermaises, Thignonville, Tivernon, Villereau. |
| Saint-Jean-de-Braye     | Saint-Jean-de-Braye     | 7                      | Boigny-sur-Bionne, Bou, Chécy, Combleux, Mardié, Saint-Jean-de-Braye, Semoy. |
| Saint-Jean-de-la-Ruelle | Saint-Jean-de-la-Ruelle | 3                      | La Chapelle-Saint-Mesmin, Ingré, Saint-Jean-de-la-Ruelle. |
| Saint-Jean-le-Blanc     | Saint-Jean-le-Blanc     | 9                      | Férolles, Ouvrouer-les-Champs, Saint-Denis-en-Val, Saint-Jean-le-Blanc, Sandillon, Sigloy, Tigy, Vannes-sur-Cosson, Vienne-en-Val. |
| Sully-sur-Loire         | Sully-sur-Loire         | 23                     | Bonnée, Les Bordes, Bray-Saint-Aignan, Cerdon, Coullons, Dampierre-en-Burly, Germigny-des-Prés, Guilly, Isdes, Lion-en-Sullias, Neuvy-en-Sullias, Ouzouer-sur-Loire, Poilly-lez-Gien, Saint-Aignan-le-Jaillard, Saint-Benoît-sur-Loire, Saint-Brisson-sur-Loire, Saint-Florent, Saint-Gondon, Saint-Martin-sur-Ocre, Saint-Père-sur-Loire, Sully-sur-Loire, Viglain, Villemurlin. |